# Idiophyes garambae
Idiophyes garambae là một loài bọ cánh cứng trong họ Endomychidae. Loài này được Strohecker miêu tả khoa học năm 1962.